# Sansevieria ebracteata
Sansevieria ebracteata là một loài thực vật có hoa trong họ Măng tây. Loài này được (Cav.) Suresh miêu tả khoa học đầu tiên năm 1988.